# Helena Cantacuzena
|  | No s'ha de confondre amb Helena Cantacuzena (filla de Joan VI). |

Helena Cantacuzena era una noble dama romana d'Orient parenta de l'emperador Joan VI Cantacuzè. Es va casar amb Lluís Frederic d'Aragó, comte de Salona i a la seva mort (1382) fou regent del comtat en nom de la filla Maria Frederic d'Aragó.
El 1394 els turcs van conquerir el comtat i Helena i la seva filla van ser portades a l'harem del soldà i van morir algun temps després.